# 馬夢桂
馬夢桂（？—1650年），字秋卿，號静菴，南直隶蘇州府常熟縣人，明末清初政治人物。馬兆聖第三子。

## 生平
崇禎九年（1636年）丙子科中式應天府鄉試第八十二名舉人，崇禎十六年（1643年）癸未科會試第一百十一名，三甲第二百五十八名進士，工部觀政，次年授浙江鄞縣知縣，典史赠金杯乞求管税务，被其怒斥。清順治二年（1645年）挂冠归乡，以廉能著称。

## 家族
曾祖馬裕德，庠生。祖父馬元浚，廪生。父馬兆聖，鄉飲賓。